# Битка код Лугоша
Битка код Лугоша вођена је 25. септембра 1695. године у близини града Лугош у источном Банату између снага Османског царства са једне и снага Хабзбуршке монархије са друге стране. Део је Великог бечког рата.

## Историја
На султански престо 1695. године долази Мустафа II. Он исте године креће у офанзиву против Аустријанаца и напада Трансилванију. Турска војска узбрзо заузима Липову. У Банату је командант аустријских снага био фелдмаршал, гроф Фридрих Антонио Ветерани. Он је располагао са 7000 људи. Османске снаге, које су кренуле из Липове, сукобиле су се са аустријском армијом у близини Лугоша. У бици су учествовали и одреди Српске милиције, односно српске чете предвођене командантом Антонијем Знорићем. У бици су тешке губитке претрпеле обе стране, а победу је однела турска војска. Ветерани је изгубио живот. Он је заробљен од стране Турака који су му одсекли главу. Антоније Знорић је такође страдао у бици.